# Winsome Earle-Sears
Winsome Earle-Sears (née le 11 mars 1964) est une femme politique, femme d'affaires et vétéran du Corps des Marines américaine, occupant le poste de 42e lieutenant-gouverneur de Virginie depuis 2022. Membre du Parti républicain, elle est la première femme lieutenant-gouverneur de Virginie et la première femme de couleur à occuper un poste à l'échelle de l'État de Virginie,.

## Biographie
Alors que la Constitution de l'État de Virginie empêche au gouverneur Glenn Youngkin de briguer un deuxième mandat consécutif, elle annonce en septembre 2024 sa candidature à l'élection de novembre 2025 pour lui succéder. En avril, elle devient la candidate officielle du Parti républicain pour le scrutin, après que ses deux potentielles adversaires pour l'investiture aient échoué à se qualifier pour la primaire. Elle affronte donc la démocrate Abigail Spanberger en vue de l'élection générale, contre laquelle elle est distancée dans les sondages et en termes de levées de fonds.